# Apamea fervida
Apamea fervida là một loài bướm đêm trong họ Noctuidae.